# アレクサンドリア型

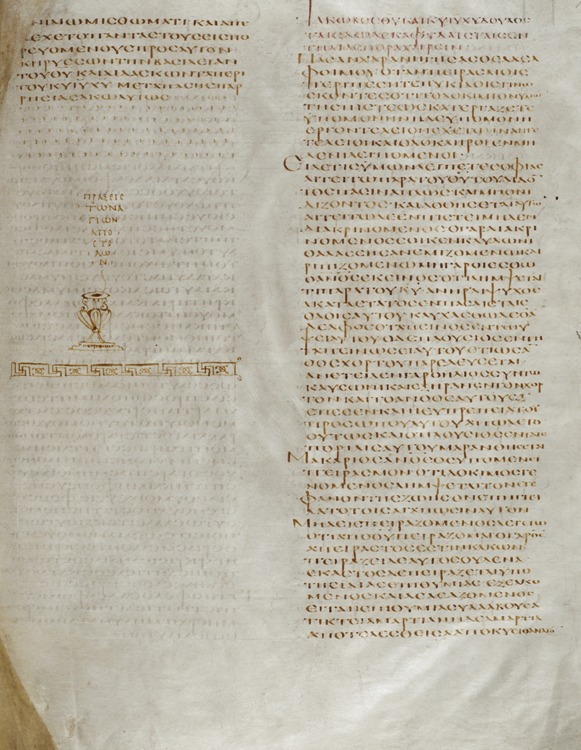
アレクサンドリア写本は福音書のほとんどがビザンチン型であるが、新約聖書のその他の部分ではほぼアレキサンドリア型である。

アレクサンドリア型（中立型、エジプト型とも呼ばれる）は、新約聖書正文批判において、聖書の写本のテキストの特徴を記述・分類するために使われる幾つかのテキスト型の呼び名のうちの一つである。アレクサンドリア型は、現存する最初期の新約聖書のギリシア語写本において最も多く見られる型であり、エジプトのコプト語写本で使われているテキスト型でもある。後世（9世紀以降）の写本では、ビザンチン型の方がはるかに広く普及し、現在でもギリシア正教会では標準のテキストとして用いられ、宗教改革の時代のほとんどのプロテスタントの翻訳に影響を残している。しかしながら、現代のほとんど全ての新約聖書の翻訳の元となっている折衷的ギリシア語テキストに最も近いのは、アレクサンドリア型である。

## アレクサンドリア型の写本
9世紀までは、ギリシア語のテキストは、アンシアル書体と呼ばれる大文字のみを用いて書かれた。9世紀から10世紀にかけて、ミナスキュール書体を用いた小文字による書法が次第に取って変わっていった。ほとんどのアンシアル書体の写本はこの時期に再び写記され、元の写本の羊皮紙は再利用のために文字を消去するのが通例だったため、ほとんどの写本が破棄された。そのため、9世紀より古い新約聖書のギリシア語写本は比較的まれである。しかしながら、現存数の過半数にのぼる9点のテキストが、（その純粋さの程度には差があるが）アレクサンドリア型の特徴を示している。その中には、新約聖書のほぼ完全な写本のうち最も古い、バチカン写本およびシナイ写本（西暦4世紀前半と推定されている）が含まれる。